# Esmilodontinis
Els esmilodontinis (Smilodontini), de vegades coneguts com a dents de daga, són una tribu extinta de fèlids de dents de sabre de la subfamília dels maquerodontins que visqueren a Àfrica, les Amèriques i Euràsia entre el Miocè superior i el passat recent. En comparació amb les altres tribus de maquerodontins, els esmilodontinis tenien les dents canines llargues i esveltes, amb denticles prims o inexistents. Es creu que podrien haver caçat parant emboscades a les seves preses.